# اچ‌ام‌سی‌اس هلیفکس (اف‌اف‌اچ ۳۳۰)
اچ‌ام‌سی‌اس هَلیفَکس (اف‌اف‌اچ ۳۳۰) (به انگلیسی: HMCS Halifax (FFH 330)) یک کشتی بود که طول آن ۱۳۴٫۲ متر (۴۴۰ فوت) بود. این کشتی در سال ۱۹۸۸ ساخته شد.